# Celama turanica
Celama turanica är en fjärilsart som beskrevs av Otto Staudinger 1887. Celama turanica ingår i släktet Celama och familjen trågspinnare. Inga underarter finns listade i Catalogue of Life.